# Wolfgang Luftensteiner

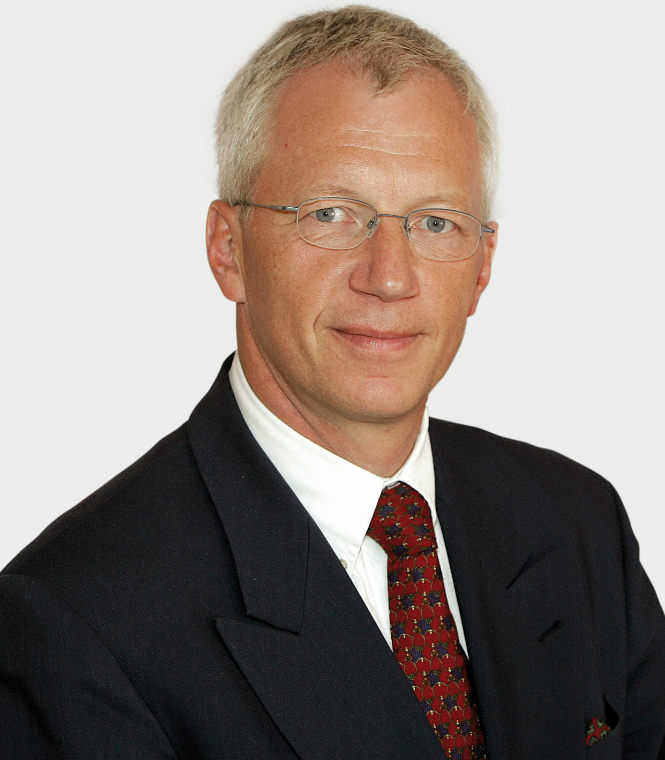
Wolfgang Luftensteiner (2016)

Wolfgang Luftensteiner (* 21. Oktober 1955 in Leoben) ist österreichischer Manager und Politiker (SPÖ). Er war Direktor des Dr. Karl Renner-Museums in Gloggnitz und Landesstellenleiter des Dr.-Karl-Renner-Instituts Niederösterreich in St. Pölten sowie Bürgermeister der Marktgemeinde Altlengbach in Niederösterreich.

## Ausbildung und Beruf
Wolfgang Luftensteiner studierte nach der Matura am BRG Bruck/Mur an der Universität Graz Betriebs-Wirtschaftslehre und schloss 1983 mit dem Magister ab. Daneben war er nach Ablegung der staatlichen Trainerausbildung für Volleyball als Lehrbeauftragter an der Bundesanstalt für Leibeserziehung in Graz tätig. Als aktiver Volleyballer bei Bundesliga-Vereinen in Bruck und Graz war er 1977/78 auch im Kader der österreichischen Herren-Nationalmannschaft.
Beruflich begann seine Karriere als Produktmanager im Marketing bei Unilever (Wien) und Mars (Breitenbrunn), ehe er 1986 als Geschäftsführer der Ravensburger Spiele GmbH (Wien) die erste Führungsposition als Country Manager Österreich übernahm und in weiterer Folge 1990/91 für Ravensburger als Marketing Director in den USA tätig war. Hier konnte er auch seine Ausbildung mit einem Executive MBA-Programm an der Columbia University New York komplettieren.
Zurück in Österreich war er von 1992 bis 1996 bei Vetropack Austria GmbH. in Pöchlarn  als Direktor Marketing und Verkauf Mitglied der Geschäftsführung. In dieser Zeit war er auch Österreichs Vertreter im Behälterglas-Ausschuss der Europäischen Glasindustrie (FEVE) in Brüssel.
Danach übernahm er als Country Manager und Geschäftsführer der Braun Electric Austria in Wien eine weiter Top-Management-Position. In dieser Funktion war er auch Sprecher der Elektro-Kleingeräte-Industrie im Fachverband der Elektro- und Elektronikindustrie (FEEI) in Wien.
Nach der Fusion von vier Gillette-Unternehmen (Braun, Gillette, Duracell, Oral-B) war Luftensteiner bis Ende 2002 als Country Manager und Geschäftsführer der neu geschaffenen Gillette Group Austria, mit Sitz in Wiener Neudorf, alleinverantwortlich für das Österreich-Geschäft des Konzerns. In dieser Zeit war er Vorstandsmitglied des Österreichischen Markenartikel-Verbandes und auch Univ.-Lektor an der Wirtschaftsuniversität Wien.
Ab 2019 in Pension unterstützt er von April 2019 bis April 2024 mit seinem Wissen und seiner Erfahrung das Startup-Medizintechnik-Unternehmen Sanoniq GmbH mit Sitz in Wien.

## Politik
Wolfgang Luftensteiner war bereits in seiner Jugend politisch aktiv in der Jungen Generation der SPÖ Bruck/Mur und beim VSSTÖ Graz. Ab dem Jahr 2000 engagierte er sich in der Gemeindepolitik seines neuen Wohnortes Altlengbach. Von September 2003 bis März 2015 war er Bürgermeister der Marktgemeinde Altlengbach sowie von März 2015 bis Februar 2019 1. Vizebürgermeister der Marktgemeinde Altlengbach. In der Wahlperiode 2020 bis 2025 gehört er als fraktionsfreies Mitglied dem Gemeinderat der Marktgemeinde Altlengbach an. Im Zuge der Gemeinderatswahl im Jänner 2025 ist Wolfgang Luftensteiner aus dem Gemeinderat ausgeschieden.
Von 2003 bis 2018 war er Landesbildungssekretär der SPÖ Niederösterreich und Mitglied des SPÖ-Landesparteivorstandes. Darüber hinaus war er von 2005 bis 2018 Ortsparteivorsitzender der SPÖ Altlengbach.
Luftensteiner war von 2007 bis 2020 Vorsitzender der Volkshilfe Wienerwald. Seit 2012 ist er ebenfalls stellvertretender Vorsitzender der Volkshilfe Bezirksorganisation St. Pölten sowie seit 2022 ehrenamtlicher Sozialombudsmann bei der Volkshilfe Wienerwald.
Des Weiteren war er von 2003 bis 2020 Obmann des Gemeindeverbandes der Musikschule Laabental und von 2010 bis 2020 Obmann-Stellvertreter des Gemeindeverbandes für Umweltschutz und Abgabeneinhebung im Bezirk St. Pölten-Land.
Von Mai 2015 bis April 2020 leitete er als Direktor das Dr. Karl Renner-Museum in Gloggnitz.

## Auszeichnungen
- 2015: Ehrennadel der Marktgemeinde Altlengbach
- 2018: Viktor-Adler-Plakette der Sozialdemokratischen Partei Österreichs (SPÖ)
- 2019: Silbernes Ehrenzeichen für Verdienste um das Bundesland Niederösterreich
- 2020: Silbernes Ehrenzeichen des Verbandes sozialdemokratischer Gemeindevertreter in Niederösterreich
- 2020: Ehrenring der Marktgemeinde Altlengbach
- 2020: Goldene Ehrennadel des Gemeindeverbandes für Umweltschutz und Abgabeneinhebung im Bezirk St. Pölten
- 2021: Ehrenmitglied der Freiwilligen Feuerwehr Altlengbach
- 2025: Ehrenbürgerschaft der Marktgemeinde Altlengbach